# دياب الماشي
دياب الماشي (1915 - 11 أغسطس 2009) عضو في مجلس الشعب السوري عن منطقة منبج في محافظة حلب. فاز بفترة ولايته الأولى في الانتخابات التشريعية في سوريا 1954 وعمل بشكل مستمر حتى وفاته. مع 55 عاماً من الخدمة يعتبر واحداً من أطول أعضاء مجلس الشعب خدمة من أي وقت مضى.